# Sanchón de la Sagrada
Sanchón de la Sagrada – gmina w Hiszpanii, w prowincji Salamanka, w Kastylii i León, o powierzchni 15,08 km². W 2011 roku gmina liczyła 38 mieszkańców.